# Gabriel Ferretti
Gabriel Ferretti ( c. 1385 - 12 de novembro de 1456) foi um padre católico romano italiano e um membro professo da Ordem dos Frades Menores. Ele foi um ancestral do cardeal Gabriele Ferretti e do Papa Pio IX, tendo sido descendente de uma longa linhagem nobre. Ferretti ingressou na vida religiosa depois de atingir a maioridade e logo após sua ordenação ocupou dois importantes cargos de liderança na ordem.  Ele começou a restaurar conventos franciscanos degradados na região, bem como a estabelecer outros para lidar com o influxo de novos noviços.
A causa de beatificação de Ferretti pôde ser rastreada logo após sua morte, depois que o Papa Calisto III fez com que Giacomo della Marca coletasse evidências que atestariam a santidade de Ferretti. O Papa Bento XIV posteriormente beatificou Ferretti em 19 de setembro de 1753 em um decreto que reconheceu seu "culto" oficial (ou veneração popular e de longa data).

## Vida
Gabriel Ferretti nasceu por volta de 1385 em Ancona como o mais velho de dez filhos do devoto Conde Liver Ferrotto (um conde desde 1397) e Alvisia Sacchetti (que se casou em 1378), que foram responsáveis por sua educação na fé cristã. Ele foi um ancestral do futuro cardeal Gabriele Ferretti e do futuro Papa Pio IX. Seu avô paterno foi Francesco Ferretti e seu bisavô paterno foi Pietro Ferretti. Seu avô materno era Simone Sacchetti. Seus irmãos incluíam:
- Francesco (1380-1435) - serviu como podestà em várias cidades italianas.
- Paolina
- Pietro - feito o não-canônico Bispo de Ancona (sob o Antipapa João XXIII) e mais tarde o Bispo canônico de Ascoli Piceno (sob o Papa Martinho V).

Em 1403 entrou para a Ordem dos Frades Menores na igreja do convento de San Francesco ad Alto, localizada em sua cidade natal, onde fez o noviciado e a formação antes de sua profissão solene na ordem. Ferretti alcançou excelentes resultados em seus estudos filosóficos e teológicos durante este tempo. Ele se tornou respeitado por sua natureza virtuosa e mansa e após sua ordenação ao sacerdócio em 1410 foi nomeado para pregar na região, o que ele fez até 1425. Foi após esse período de pregação que ele foi designado como guardião do convento de Ancona em 1425, enquanto ele foi eleito provincial da ordem para toda a província de Ancona em 1434. Ele foi diligente em desempenhar as funções desse cargo, mas era conhecido pela estrita observância da regra franciscana; ele era conhecido por ser severo com aqueles que eram negligentes em sua observância da regra.
Ferretti uma vez viajou para Assis, mas no caminho visitou a igreja franciscana em Foligno, onde o sacristão o confundiu com um simples irmão religioso. O sacristão pediu-lhe que servisse a Missa por um padre que acabava de ir ao altar para preparar a missa. Ferretti obedeceu, mas o guardião do convento reconheceu-o imediatamente e repreendeu o sacristão que Ferretti defendia. Ele disse: “Servir à missa é um grande privilégio. Os anjos se considerariam honrados. Portanto, não culpe o irmão por me conferir essa honra!"
Sua fama de pregar às massas foi notada a ponto de Giacomo della Marca - que pregava na Bósnia - pedir sua ajuda nessa tarefa. Mas o conselho de Ancona em suas deliberações em 22 de fevereiro de 1438 aprovou uma resolução pedindo ao Papa Eugênio IV para garantir que o frade permanecesse em Ancona devido a todas as suas boas obras. O papa aceitou esse pedido, o que significava que Ferretti não poderia ir à Bósnia para ajudar seu amigo.
Ele era zeloso na restauração e estabelecimento de novos conventos. Em San Severino Marche, restaurou o convento de Santa Maria delle Grazie, que havia caído em ruínas durante a construção do convento de San Nicolò em Ascoli Piceno e, em seguida, da Santissima Annunziata em Osimo. Ele também providenciou para o seu próprio alargamento em Ancona, a fim de acomodar um fluxo de novos noviços que tinham vindo para serem admitidos e formados na Ordem. Ferretti também assessorou na ocasião o bispo de Ancona, Antonio Fatati.  Em 1449 deixou o cargo de provincial e passou a ser superior da igreja conventual de San Francesco ad Alto, que permaneceu até 1452.
Ferretti morreu na cela de seu convento em 12 de novembro de 1456, com Giacomo della Marca em seu leito de morte. Foi ele quem proferiu a oração fúnebre de Ferretti, na qual falava de sua virtude e santidade. Os restos mortais de Ferretti foram enterrados em San Francesco ad Alto até 1489, quando seus restos mortais foram exumados com sua irmã Paolina, organizando o novo túmulo para ele; O Papa Inocêncio VIII aprovou a exumação em 17 de julho de 1489 na bula papal Desideratis ut. Seus restos mortais foram transferidos mais uma vez em 14 de maio de 1862 para a Catedral de Ancona até sua transferência final em 30 de janeiro de 1943 para a igreja de San Giovanni Battista administrada pela ordem de Ferretti.

## Beatificação

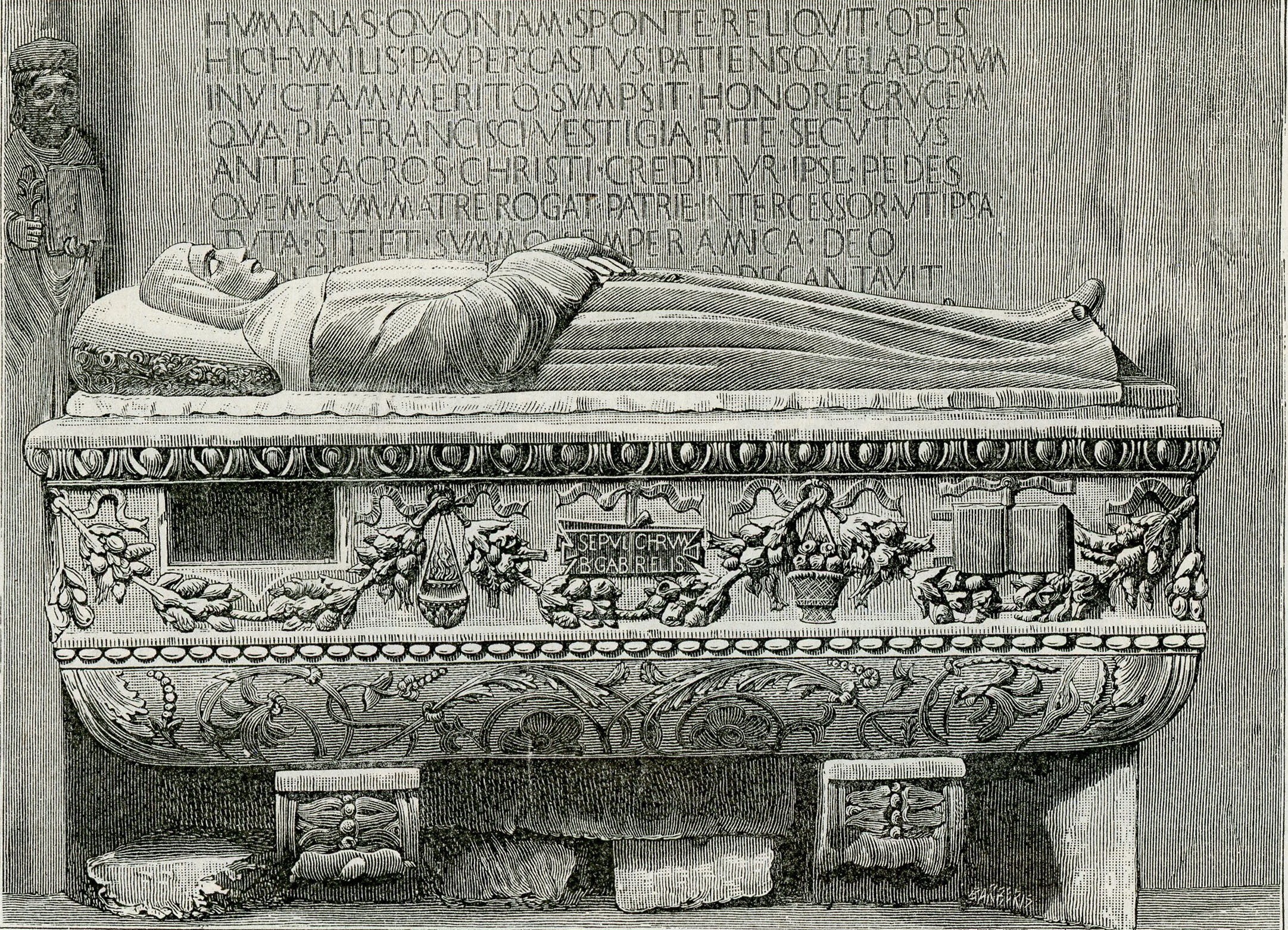
Antiga tumba na Catedral de Ancona

A reputação da santidade de Ferretti foi mais longe do que Ancona para todos os lugares que ele visitou durante sua vida. O Papa Calisto III - em 1456, logo após a morte do frade - ordenou a Giacomo della Marca que coletasse evidências que atestassem a santidade de Ferretti. O Papa Bento XIV posteriormente beatificou Ferretti em 19 de setembro de 1753 em um decreto que confirmou o "culto" local do frade (ou veneração popular e de longa data). O próprio papa sabia de Ferretti e de sua santidade enquanto servia como bispo de Ancona antes de sua eleição pontifícia.